# Farángi Elygiás
Farángi Elygiás är en ravin i Grekland.   Den ligger i regionen Kreta, i den södra delen av landet, 300 km söder om huvudstaden Aten. Farángi Elygiás ligger 891 meter över havet.
Terrängen runt Farángi Elygiás är bergig norrut, men söderut är den kuperad. Havet är nära Farángi Elygiás åt sydväst.Runt Farángi Elygiás är det mycket glesbefolkat, med 4 invånare per kvadratkilometer. Närmaste större samhälle är Chóra Sfakíon, 14,4 km öster om Farángi Elygiás. Trakten runt Farángi Elygiás består i huvudsak av gräsmarker.